# Benjamín Noval González
Benjamín Noval González (Mieres, 23 de gener de 1979) és un ciclista espanyol, professional des del 2001 fins al 2013.
En el seu palmarès destaca un 3r lloc al Campionat d'Espanya en ruta del 2003.

## Palmarès
- 2002
  - 1r a la classificació per punts de la Volta a Catalunya

### Resultats al Tour de França
- 2004. 66è de la classificació general
- 2005. 107è de la classificació general
- 2006. Abandona
- 2007. 115è de la classificació general
- 2010. 104è de la classificació general
- 2011. 116è de la classificació general
- 2013. Abandona (9a etapa) per culpa d'una lesió a la mà produïda durant la 4a etapa en xocar contra un fotògraf[1]

### Resultats a la Volta a Espanya
- 2002. Abandona
- 2003. 45è de la classificació general
- 2005. 57è de la classificació general
- 2008. 62è de la classificació general
- 2012. 108è de la classificació general